# Aeroportul Regional Huron
Aeroportul Regional Huron (IATA: HON, ICAO: KHON, FAA LID: HON) este un aeroport din Dakota de Sud, Statele Unite ale Americii ce deservește zona Huron⁠(d). Aeroportul a fost tranzitat în 2019 de 20 de pasageri. A fost numit după zona deservită.
Situat la o altitudine de 393 m, aeroportul dispune de 2 piste.

## Infrastructură

### Piste
Aeroportul dispune de 2 piste. Pista 12/30 are suprafața de beton și dimensiunile 7.201 picioare × 100 picioare. Pista 17/35 are suprafața de beton și dimensiunile 5.000 picioare × 75 picioare. 